# Muriel Box
Pour les articles homonymes, voir Box.
Muriel Box (Muriel Violette Baker) est une réalisatrice de cinéma britannique, également écrivain, scénariste et productrice de cinéma, née le 22 septembre 1905 à Tolworth (Angleterre) et morte le 18 mai 1991 à Londres (Angleterre). Elle est mariée avec Sydney Box de 1935 à 1969.

## Biographie
Elle nait dans la banlieue de Londres, elle est le troisième enfant d'une famille modeste. Sa mère a des idées progressistes qui l'influencent. Elle se passionne pour l'écriture, le théâtre et le cinéma, et essaie vainement de devenir actrice professionnelle ou danseuse de ballet. Son mariage avec Sydney Box en 1935, lui-même scénariste, conduit Muriel vers l'écriture et la réalisation : pendant la guerre, elle assiste son mari dans la direction de Verity Films, et réalise son premier film The English Inn (1941), court métrage de propagande. Elle écrit avec son mari le scénario du Septième Voile, le plus gros film britannique de 1945, et ils obtiennent l'Oscar du meilleur scénario original.
En 1950, Sydney fonde sa propre compagnie, London Independent Producers, ce qui donne à Muriel plus de possibilité de diriger. Elle réalise d'abord des adaptations de pièces de théâtre : La maison des Lords n'est pas à vendre (1952), Un fils pour Dorothy (1954), Simon et Laura (1955)… Son travail se caractérise ensuite par son approche de sujets d'actualité : la situation politique en Irlande, l’avortement, la sexualité chez les adolescents…
Elle abandonne le cinéma après l'insuccès de Rattle of a Simple Man. Muriel et Sydney divorcent en 1969. Elle continue à écrire des romans et fonde la première maison d'édition féministe de Grande-Bretagne et devient une militante pour les droits des femmes, travaillant avec son amie, Edith Summerskill, femme politique, pour réformer les lois britanniques sur le divorce. En 1970, elle épouse Gerald Gardiner, Lord Chancelier.

## Filmographie

### comme réalisatrice
- 1949 : The Lost People
- 1952 : La maison des Lords n'est pas à vendre (The Happy Family)
- 1953 : Au coin de la rue (Street Corner)
- 1954 : Le Vagabond des îles (The Beachcomber)
- 1954 : Un fils pour Dorothy (To Dorothy a Son)
- 1955 : Simon et Laura (Simon and Laura)
- 1956 : Eyewitness
- 1957 : L'Étranger amoureux (A Passionate Stranger)
- 1957 : La Vérité sur les femmes (The Truth About Women)
- 1959 : This Other Eden
- 1959 : Cri d'angoisse (Subway in the Sky)
- 1960 : Too Young to Love
- 1962 : The Piper's Tune
- 1964 : Rattle of a Simple Man

### comme scénariste
- 1935 : Alibi Inn de Walter Tennyson (en)
- 1945 : 29 Acacia Avenue (en) de Henry Cass
- 1945 : Le Septième Voile (The Seventh Veil) de Compton Bennett
- 1946 : The Years Between (en) de Compton Bennett
- 1946 : A Girl in a Million (en) de Francis Searle
- 1947 : Les Pirates de la Manche (The Man Within) de Bernard Knowles
- 1947 : The Brothers (en) de David MacDonald
- 1947 : Dear Murderer d'Arthur Crabtree
- 1947 : Holiday Camp de Ken Annakin
- 1947 : When the Bough Breaks (en) de Lawrence Huntington
- 1948 : Le Mystère du camp 27 (Portrait from Life) de Terence Fisher
- 1948 : Easy Money de Bernard Knowles
- 1948 : Good-Time Girl (en) de David MacDonald
- 1948 : Daybreak (en) de Compton Bennett
- 1948 : The Blind Goddess (en) de Harold French
- 1948 : Here Come the Huggetts de Ken Annakin
- 1949 : Christophe Colomb (Christopher Columbus) de David MacDonald
- 1952 : The Happy Family (+ réal.)
- 1953 : Au coin de la rue (Street Corner) (+ réal.)
- 1955 : The United States Steel Hour (en) tv, 1 épisode : « The Seventh Veil » : d'après le scénario de 1945
- 1957 : L'Étranger amoureux (A Passionate Stranger) (+ réal.)
- 1957 : The Truth About Women (+ réal.)
- 1960 : Too Young to Love (+ réal.)
- 1970 : Au théâtre ce soir tv, 1 épisode : « Service de nuit » de Pierre Sabbagh : d'après la pièce de M. Box

### comme productrice
- 1947 : Les Pirates de la Manche (The Man Within) de Bernard Knowles : coproductrice
- 1959 : This Other Eden (+ réal.)

## Récompenses et hommages
- Le Festival International de Films de Femmes de Créteil lui a consacré une rétrospective de quatre films en sa présence, en mars 1990 en collaboration avec Ginette Vincendeau[4].
- Oscars du cinéma 1947 : Oscar du meilleur scénario original pour Le Septième Voile, conjointement avec Sydney Box
- Festival Lumière : le Festival Lumière 2018 de Lyon lui consacre une rétrospective[2].